# Udo Paschedag

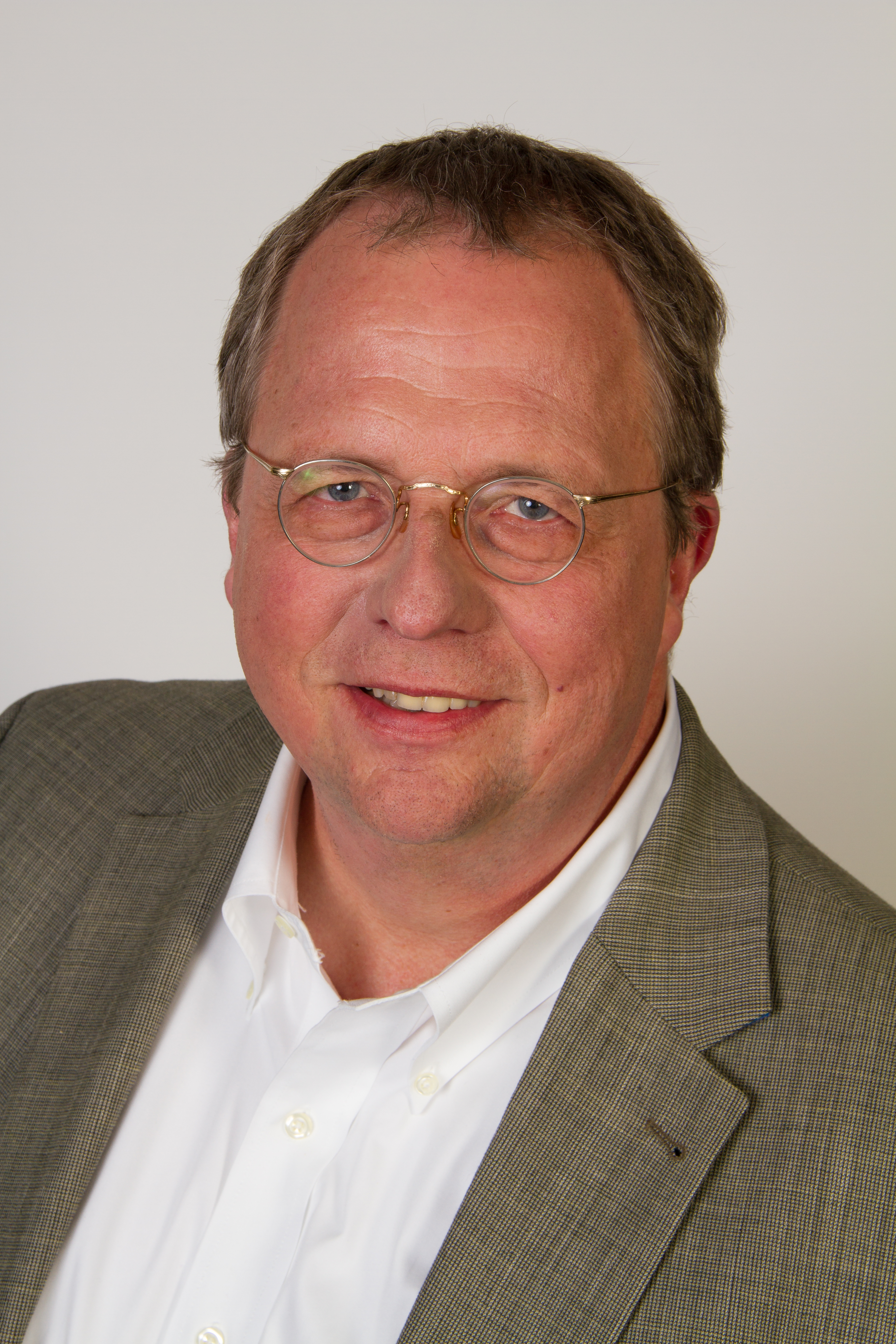
Udo Paschedag, 2013

Udo Paschedag (* 27. September 1954) ist ein deutscher politischer Beamter. Vom 19. Februar 2013 bis 3. September 2013 war er Staatssekretär im Niedersächsischen Ministerium für Ernährung, Landwirtschaft und Verbraucherschutz. Am 3. September 2013 beschloss die Niedersächsische Landesregierung, ihn in den einstweiligen Ruhestand versetzen zu lassen.

## Leben und Beruf
Paschedag studierte Rechtswissenschaften in Münster und absolvierte im Anschluss sein Referendariat am Landgericht Essen. Nach Abschluss seiner Ausbildung stieg er 1984 in den niedersächsischen Richterdienst der Verwaltungsgerichtsbarkeit ein. 1987 erfolgte die Abordnung als Dezernent für Umwelt, Wirtschaft und Verkehr, Jugend und Soziales zur Kreisverwaltung des Landkreises Cuxhaven. Im gleichen Jahr wurde Paschedag zum Richter am Verwaltungsgericht auf Lebenszeit ernannt. Von 1991 bis 1992 wurde er als Referent ans Niedersächsische Innenministerium in Hannover und von 2001 bis 2003 ans Bundesumweltministerium (BMU) in Berlin abgeordnet. Im Jahr 2003 erfolgte seine Beförderung zum Referatsleiter und die endgültige Versetzung ins BMU.
Paschedag ist verheiratet und hat ein Kind.

## Politik
Von 1996 bis 2010 war Paschedag für die Fraktion der Grünen Kreistagsabgeordneter im Landkreis Stade. Diese Funktion hatte er auch während seiner beruflichen Tätigkeiten in Berlin seit 2001 inne.
Am 16. Juli 2010 wurde er zum Staatssekretär im von Johannes Remmel (Grüne) geführten Ministerium für Klimaschutz, Umwelt, Landwirtschaft, Natur- und Verbraucherschutz von Nordrhein-Westfalen ernannt. Seit dem 19. Februar 2013 war er Staatssekretär im Niedersächsischen Ministerium für Ernährung, Landwirtschaft und Verbraucherschutz unter Minister Christian Meyer im Kabinett Weil I.
Nach seinem Wechsel nach Niedersachsen fand Paschedag mehrfach Erwähnung in den Medien. So bestellte er sich als „grüner“ Staatssekretär einen Audi A8 als Dienstwagen, obwohl die Richtlinie der Landesregierung dafür kleinere Fahrzeuge vorschreibt. Des Weiteren ließ er sein Büro mit einer Klimaanlage ausstatten.
Beanstandet wurde daneben auch die Einstellung einer persönlichen Referentin sowie seine Besoldung nach Besoldungsgruppe B 10, die zwar über der gewöhnlichen Besoldung von Staatssekretären in Niedersachsen liegt, aber die übliche Besoldung in Nordrhein-Westfalen ist, woher er als Beamter versetzt wurde. In diesem Zusammenhang fiel auf, dass in einem Kabinettsbeschluss zunächst private Gründe für den Wechsel vorgebracht wurden, er aber letztendlich aus dienstlichen Gründen nach Hannover geholt wurde. Dies sicherte ihm seine alte Besoldungsgruppe, bei einer Versetzung aus privaten Gründen wäre er, wie in Niedersachsen für Staatssekretäre üblich, nach B 9 besoldet worden.
Am 29. August 2013 gab Niedersachsens Ministerpräsident Stephan Weil (SPD) die Abberufung Paschedags bekannt. Paschedag habe unter anderem durch eine falsche schriftliche Angabe zu seinem Dienstwagen das Vertrauen verletzt. „Vor dem Hintergrund sind die Voraussetzungen für eine erfolgreiche Zusammenarbeit nicht mehr gegeben“, sagte Weil im Landtagsplenum. Die Abberufung erfolgte in der Kabinettssitzung am 3. September 2013.
2013 setzte der Niedersächsische Landtag zu den Vorgängen einen Untersuchungsausschuss ein (Siehe auch: Liste der Untersuchungsausschüsse des Niedersächsischen Landtags).